# Suceveni
Suceveni is een Roemeense gemeente in het district Galați.
Suceveni telt 2063 inwoners.